# Холодиевский сельский совет
Холодиевский сельский совет (укр. Холодіївська сільська рада) — входит в состав
Пятихатского района
Днепропетровской области
Украины.
Административный центр сельского совета находится в с. Байдаковка.

## Населённые пункты совета
- с. Байдаковка
- с. Владимировка
- с. Грамовка
- с. Григоровка
- с. Мироновка
- с. Цвелое
- с. Червоная Горка
- с. Яковлевка

## Ликвидированные населённые пункты совета
- с. Полевое